# Iazu, Prahova
Iazu (în trecut, Protosinghelu, Frejureni) este un sat în comuna Măgurele din județul Prahova, Muntenia, România.
Așezarea este atestată documentar în 1778.